# Ufficio generale innovazione della difesa
L'Ufficio generale Innovazione della Difesa  ( già Centro Innovazione della Difesa) (CID), risponde all'esigenza di assicurare al Vertice militare un unico elemento di organizzazione che, muovendo dagli indirizzi strategici e dalle direttive del Ministro, fornisca il supporto necessario a sviluppare un pensiero innovativo strategico, a fissare obiettivi, indirizzi e priorità per lo sviluppo tecnologico, la ricerca e la sperimentazione tecnico-scientifica di interesse della Difesa traguardando quello che sarà il carattere del confronto/conflitto del futuro attraverso un approccio alle operazioni militari che va oltre i domini tradizionali – terra, mare e cielo – integrando i nuovi domini Cyber e Spazio con conseguente estensione del campo di battaglia (approccio Multidominio). È un'unità inquadrata direttamente alle dipendenze del Sottocapo di Stato Maggiore della Difesa italiano e deve garantire lo sviluppo e l'aggiornamento di un adeguato quadro concettuale e dottrinale, in grado di supportare il processo di trasformazione dello strumento militare nazionale. Ha sede all'interno della città militare della Cecchignola a Roma.

## Generalità
In particolare, deve:
- definire i concetti a supporto del Ciclo di Pianificazione della Difesa (CPD) nazionale;
- dirigere la sperimentazione dei suddetti concetti;
- definire la dottrina Joint ed Interservice;
- definire i lineamenti di policy dell'addestramento interforze;
- definire i lineamenti di policy del ciclo lezioni apprese/identificate (LL/LI), nonché dirigere il ciclo LL/LI del livello strategico-militare.

Per assolvere tale missione, il CID opera nelle seguenti aree funzionali:
- Concetti: sviluppo, validazione e aggiornamento dei concetti preposti alla definizione di un corretto ciclo di pianificazione della difesa. Determinare, quindi, come sarà necessario operare nel futuro;
- Dottrina: sviluppo e diffusione della dottrina Joint, incentrata sul livello strategico ed operativo, che tenga conto anche delle esperienze acquisite in operazioni sia nazionali sia multinazionali, compresi i contesti NATO, UE, ONU e di coalizione. Rendere, quindi, disponibile un quadro cognitivo comune;
- Force Development[2]: determinare le implicazioni discendenti dalla Politica Militare nazionale in termini di capacità future ("Concetto Strategico del Capo di SMD"), ipotesi di pianificazione generale e struttura delle forze. Verificare, cioè, che le capacità future siano coerenti con la policy nazionale;
- Comprehensive Approach: identificando il possibile ruolo capacitivo delle Forze Armate nella pianificazione e condotta di una campagna o di un conflitto. Affermare, quindi, che la gestione delle crisi richieda la direzione unificata dell'azione Diplomatica, Informativa, Militare ed Economica (DIME) del Paese, per poter ottenere gli effetti ipotizzati;
- Strategic Trends: definizione degli stessi attraverso il confronto con le strutture, istituzionali e non, preposte alla definizione dei futuri contesti e scenari nei prossimi trent'anni circa. Ipotizzare l'ambiente futuro in cui saremo chiamati ad operare.

## Attività
Lo sviluppo delle attività dell'Ufficio Innovazione della Difesa seguono un processo logico che vede:
- nello studio dei possibili Scenari Operativi Futuri, la ricerca delle possibili minacce e della possibile evoluzione delle forme di combattimento e/o intervento delle FF.A., in accordo con le determinazioni del livello strategico nazionale in materia;
- nello sviluppo delle varie tipologie di concetti, la ricerca delle necessarie forme evolutive da imporre alle capacità componenti lo strumento militare nazionale. In particolare, i Concetti sono interessati da due tipologie di attività:
  - lo sviluppo (Concept Development[3]);
  - la sperimentazione (Concept Experimentation[4]), a premessa della loro validazione, che consente l'avvio della realizzazione o dell'aggiornamento di una specifica capacità militare, in tutti i settori componenti, ovvero: Dottrina, Organizzazione, Addestramento, Leadership, Materiali, Infrastrutture, Infostrutture, Personale e Interoperabilità[5]. L'insieme delle due attività viene comunemente indicato con l'acronimo inglese CD&E[6] (Concept Development and Experimentation);
- nello sviluppo della Dottrina Interforze nazionale, l'aggiornamento del quadro cognitivo in cui i Comandanti Interforze nazionali sono chiamati ad operare. Il Centro, inoltre, partecipa anche ai consessi internazionali preposti alla definizione della dottrina ONU, NATO ed EU;
- nel contributo alla definizione del Comprehensive Approach (Approccio Integrato) nazionale, la ricerca delle capacità militari da rendere disponibili per realizzare gli obiettivi strategici nazionali, in operazioni sotto la guida unitaria del livello politico, ed in maniera integrata con gli altri Dicasteri e Agenzie Governative.

## Vertici
Il comandante in carica al 2025 è il Generale di Brigata Enrico Fontana.

## Tipologia di Documenti
L'ufficio Generale Innovazione della Difesa sviluppa, in cooperazione con gli Stati Maggiori di Forza Armata e gli Enti/Comandi Interforze, la seguente tipologia di documenti:
- Joint Operations Concept - JOpsC: concetto che analizza le modalità con cui le capacità (singole o composte) possano e debbano operare in un ambiente operativo futuro, proiettato 20-25 anni in avanti;
- Joint Integrating Concept - JIC: descrivono come il Capo di Stato Maggiore della Difesa intenda integrare le capacità esistenti per raggiungere degli "end state" operativi;
- Pubblicazioni Interforze Dottrinali - PID: che descrivono la dottrina nazionale del livello strategico ed operativo a profitto dei Comandanti e degli Staff dei rispettivi livelli.
- Note Dottrinali - ND: è un documento in grado di fornire un'analisi preliminare su tematiche emergenti o non ancora mature, al fine di innescare una riflessione per futuri sviluppi capacitivi. Esse forniscono un ottimo spunto cognitivo e concettuale per l'eventuale elaborazione concettuale e dottrinale.

### Documenti diramati
Dalla sua creazione, prima il CID e attualmente l'UGID, ha elaborato e diramato diverse tipologie di documenti e pubblicazioni dottrinali. In alcuni casi, la dottrina nazionale è coincidente con la dottrina NATO. I documenti sono consultabili direttamente sulla pagina dell'UGID.